# Вертгейм, Вильгельм
Вильгельм Вертгейм (нем. Wilhelm Wertheim; 22 февраля 1815, Вена — 20 января 1861, собор Сен-Гатьен в Туре) — австрийский физик.

## Биография
Вильгельм Вертгейм родился 22 февраля 1815 года в австрийской столице в еврейской семье; старший брат Теодора Вертгейма (1820—1864), учёного, посвятившего свою жизнь химии. 
Получив необходимое образование сначала работал в родном городе, а затем переехал в Париж. Возможно причиной переезда стало то, что ему, как и брату, несмотря на наличие широко признанных работ, было отказано в профессорской должности на родине из-за его иудейской веры. Брат, после смерти отца, принял крещение и его карьера сдвинулась с мёртвой точки, а Вильгельм Вертгейм остался иудеем и собственную кафедру так и не приобрёл, а занимал должность экзаменатора Политехнической школы. В его некрологе было напечатано следующее: «Австрия, а вместе с ней и Германия, потеряли таким образом выдающегося исследователя, в то время как его труды впоследствии способствовали росту славы французской науки, росту, которым она обязана только австрийскому ученому. Но Франция, в свою очередь, имела на него право и могла считать его труды своими, поскольку она дала почву для развития его гения».
В 1855 году он был назначен членом жюри Всемирной выставки в Париже и по этому случаю был награждён орденом Почетного легиона. 
С тех пор он жил в тихом уединении, занимаясь исключительно своей научной работой. В 1860 году его поразила глубокая депрессия. В январе 1861 года ученый предпринял путешествие из Парижа в Тур, где поручил звонарю открыть для него собор Сен-Гатьен, затем поднялся на башню, как будто желая насладиться видом оттуда, а когда достиг платформы, бросился вниз. Невозможно с уверенностью утверждать, стал ли причиной депрессии бытовой антисемитизм, но то, что он явно не способствовал душевному здоровью учёного, говорить можно. 
Вертгейм известен прежде всего многочисленными экспериментальными работами по упругости; ему принадлежат определения коэффициентов упругости и пределов упругости основных технических материалов, имеющие первостепенное значение в учении о сопротивлении материалов. Кроме того его перу принадлежит ряд работ о скорости звука.